# Ganesha (Gattung)
Ganesha ist eine Gattung der Rippenquallen (Ctenophora) aus der Klasse Tentaculata. Sie wurde im Jahre 1907 durch die Schweizer Zoologin Fanny Moser beschrieben. Die Gattung vereint mosaikartig die Merkmale verschiedener Ordnungen, so dass sie als einzige Gattung in die damit monotypische Familie der Ganeshidae und die Ordnung der Ganeshida gestellt wird. Die Gattung umfasst zwei Arten, die beide sehr selten im Indischen Ozean gefunden worden sind.

## Aufbau
Ganesha besitzt einen in seitlicher Ansicht langgestreckt ovalen, sehr dünnwandigen Körper, der in Ebene der Tentakel abgeplattet ist. Mundöffnung und Rachen (Pharynx) sind ungewöhnlich weit. Nach innen leitet dieser in den zentralen „Magen“, das Infundibulum. Am hinteren (aboralen) Ende verzweigt er sich in zwei Abschnitte, diese verlängern sich in zwei paragastrische Kanäle, die schließlich am Schlund vorbei zur Mundseite hin verlaufen, wo sie einen den Mund umgebenden (zirkumoralen) Ringkanal bilden (ob dieser Ringkanal komplett geschlossen ist, ist aber unbekannt). Die acht Meridionalkanäle liegen senkrecht zur Hauptkörperachse der Tiere, sie verlaufen an der mundabgewandten Seite unter den Kammrippen und münden ebenfalls in den Ringkanal ein. Die außen sitzenden, gleich langen Rippen tragen die für den Stamm charakteristischen Reihen von Wimperplättchen, diese sind bei Ganesha relativ groß, aber wenige, sie sind an der Basis breit und verengen sich nach außen hin.
Der Aufbau der Ganeshida ähnelt sowohl demjenigen der Lobata-Rippenquallen als auch dem der Cydippida-Arten: Der im Querschnitt kreisförmige, unkomprimierte Körper besitzt wie bei den ersteren einen (allerdings nicht wie bei diesen von zwei Mundlappen begrenzten) großen Mund, außerdem auch keine Aurikeln, kegelförmige, geißelbesetzte Fortsätze, wie sie die Lobata haben.
Zum Beutefang dienen Ganesha zwei sehr kleine, stark verästelte Tentakel, die am Mundrand aus Tentakelscheiden entspringen und in diese zurückgezogen werden können.

## Verbreitung und Lebensraum
Beide Arten wurden, selten, in küstennahen Gewässern des Indischen Ozeans gefangen. Die Art Ganesha annamita wurde seit ihrer Erstbeschreibung im Jahr 1946 niemals wiedergefunden.

## Systematik
Die Ganeshida gehören zu den tentakeltragenden Rippenquallen. Ihre genaue systematische Position ist unklar, nach morphologischen Argumenten könnten die Lobata ihre Schwestergruppe sein. In molekulare Analysen, z. B. phylogenetische DNA-Analysen, konnten sie bisher nicht einbezogen werden, da keine Gensequenzen bekannt sind und kein analysefähiges Material vorlag.
Man unterscheidet zwei Arten. Die Art Ganesha elegans wurde ebenfalls von Fanny Moser, ursprünglich als Lampetia elegans, nach Material aus Indonesien beschrieben und später von ihr selbst in die neue Gattung Ganesha transferiert. Die Ordnung Ganeshida wurde von Moser für die Art neu aufgestellt, nachdem ihr neues und besser konserviertes Material von der Insel Ambon vorlag. Ganesha annamita wurde 1946 durch den russischstämmigen Zoologen Constantin Dawydoff beschrieben.